# 南 (桶川市)
南（みなみ）は、埼玉県桶川市の町名。現行行政地名は南一丁目から二丁目。住居表示実施地区。郵便番号363-0015。

## 地理
埼玉県の中央地域（県央地域）で、桶川市中央の大宮台地上に位置する。東部で東、南部で神明、西部で高崎線を挟んで若宮、北部で寿と隣接し、南側では対角線上に朝日が位置する。地内は桶川駅の東口に近く、主に住宅地であるほか、主要な通り沿いは商業地となっている。河川などの水域は一切ない。駅前通りには商店街があり、鴻巣桶川さいたま線（旧中山道）沿線には商店に混じり、武村旅館（江戸期創業）など、宿駅だった桶川宿の名残の建物も見られる。

## 歴史
- 1967年（昭和42年） - 桶川町大字桶川および大字町谷の各一部から住居表示を実施して南一丁目〜二丁目が成立[4][5]。
- 1970年（昭和45年）11月3日 - 桶川町が市制施行し、桶川市の町丁となる[5][6]。
- 2001年（平成13年）6月 - 地区南端を通る富士見通りの踏切が廃止され、アンダーパス化される[7]。
- 2002年（平成14年）2月14日 - 地内に所在する武村旅館の建物が国の登録有形文化財に登録される[8]。

## 世帯数と人口
2022年（令和4年）1月1日現在の世帯数と人口は以下の通りである。
| 丁目     | 世帯数  | 人口    |
| -------- | ------- | ------- |
| 南一丁目 | 297世帯 | 556人   |
| 南二丁目 | 499世帯 | 896人   |
| 計       | 796世帯 | 1,452人 |

## 小・中学校の学区
市立小・中学校に通う場合、学区は以下の通りとなる。
| 丁目     | 番地 | 小学校             | 中学校               |
| -------- | ---- | ------------------ | -------------------- |
| 南一丁目 | 全域 | 桶川市立桶川小学校 | 桶川市立桶川東中学校 |
| 南二丁目 | 全域 | 桶川市立桶川小学校 | 桶川市立桶川東中学校 |

## 交通

### 鉄道

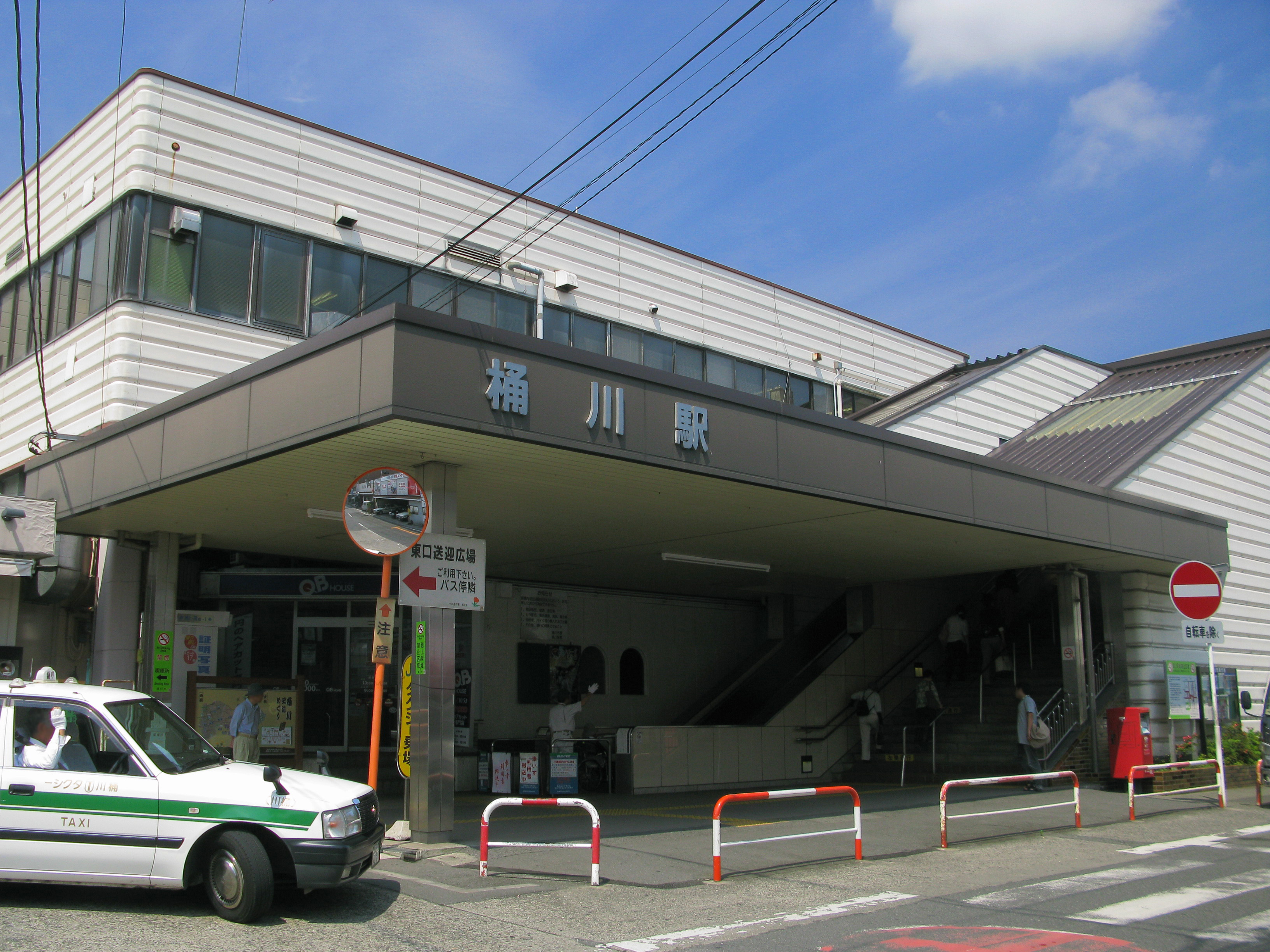
桶川駅東口

- JR東日本高崎線桶川駅

### 道路
- 埼玉県道164号鴻巣桶川さいたま線（旧中山道）
- 埼玉県道134号桶川停車場線 - 駅前通り
- 富士見通り
- ふれあい通り（遊歩道）

### バス
バス路線では地区内には桶川駅東口を発着する朝日自動車や丸建つばさ交通の路線バスのほか、コミュニティバスの桶川市内循環バス「べにばなGO」（東循環・東西循環）が運行され、そのバス停留所がある（桶川駅#バス路線も参照）。上尾市循環バスぐるっとくんも地内の旧中山道を通るが、バス停留所はない。

## 施設
駅前に位置するため多数の商業施設が立地する。
- 桶川駅

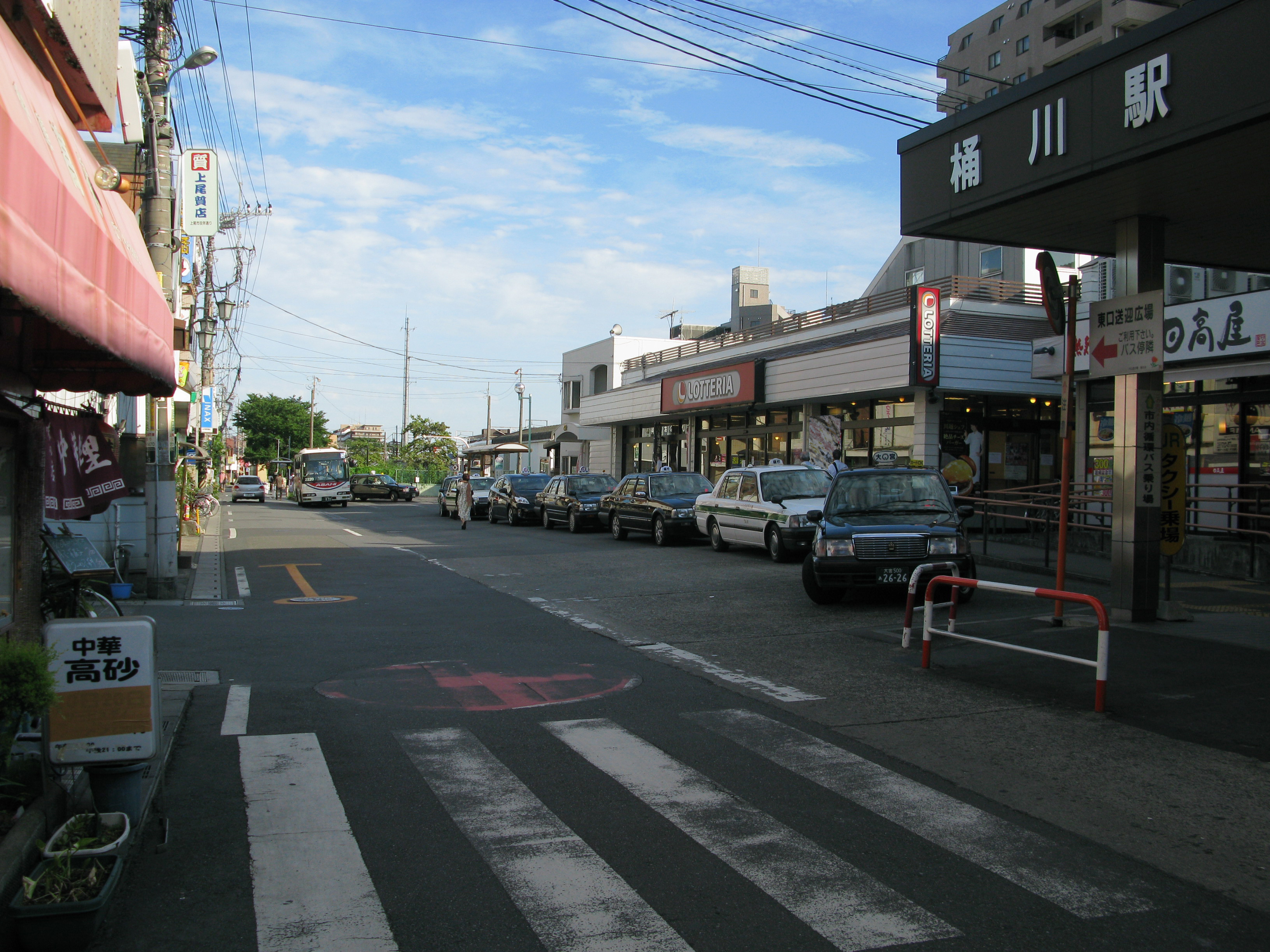
桶川駅東口ロータリー

- 武村旅館 - 国の登録有形文化財[8][10]。1852年（嘉永5年）建立。
- 清水山法恩院浄念寺
- 駅東口開発事務所
  - 子育て支援センター
- ひがし保育園
- 立花会館
- 末日聖徒イエス・キリスト教会 桶川ワード